# Австрийская музыкальная энциклопедия
Австрийская музыкальная энциклопедия («Oesterreichische Musiklexikon», OeML) — музыкальная энциклопедия, изданная Австрийской академией наук.
Состоит из 5 томов, содержит около 2800 страниц и 7474 статей, посвящённых современным и историческим темам в австрийской музыке и музыкальной жизни. Содержат биографии композиторов, либреттистов, дирижёров, певцов, танцоров, хореографов, театральных руководителей, производителей музыкальных инструментов, музыкальных издателей, музыковедов, музыкальных критиков; а также статьи о музыкальных коллективах и объединениях, инструментах, музыкальных формах, танцах, театрах, монастырях, музыкальных лейблах и издательствах. Кроме классической музыки затрагивается также народная музыка, легкая музыка, джаз, поп и рок. Некоторые статьи касаются государств на территории бывшей Габсбургской монархии.
В создании энциклопедии принимают участие редакторы — музыковед Рудольф Флотцингер и четыре сотрудника Kommission für Musikforschung Австрийской академии наук, а также многочисленные австрийские и зарубежные учёные. Первый том увидел свет в 2002. В 2008 году материалы энциклопедии были изданы на CD-ROM.
Энциклопедия доступна онлайн. Также она была проиндексирована биографическим порталом Biographical Portal.

## Опубликованные тома
Тома энциклопедии выходят в издательстве Verlag der Österreichischen Akademie der Wissenschaften, Wien 2002-05, ISBN 3-7001-3041-4.
- Том 1 (Abbado — Fux). 2002, ISBN 3-7001-3043-0.
- Том 2 (Gaal — Kluger). 2003, ISBN 3-7001-3044-9.
- Том 3 (Kmentt — Nyzankivskyj). 2004, ISBN 3-7001-3045-7.
- Том 4 (Ober — Schwaz). 2005, ISBN 3-7001-3046-5.
- Том 5 (Schwechat — Zyklus). 2006, ISBN 3-7001-3067-8.